# Érika de Souza
Érika Cristina de Souza (ur. 14 marca 1982 w Rio de Janeiro) – brazylijska koszykarka, występująca na pozycji środkowej, reprezentantka kraju, obecnie zawodniczka Gipuzkoa UPV.
W 2002 zadebiutowała w WNBA, w drużynie Los Angeles Sparks.

## Osiągnięcia

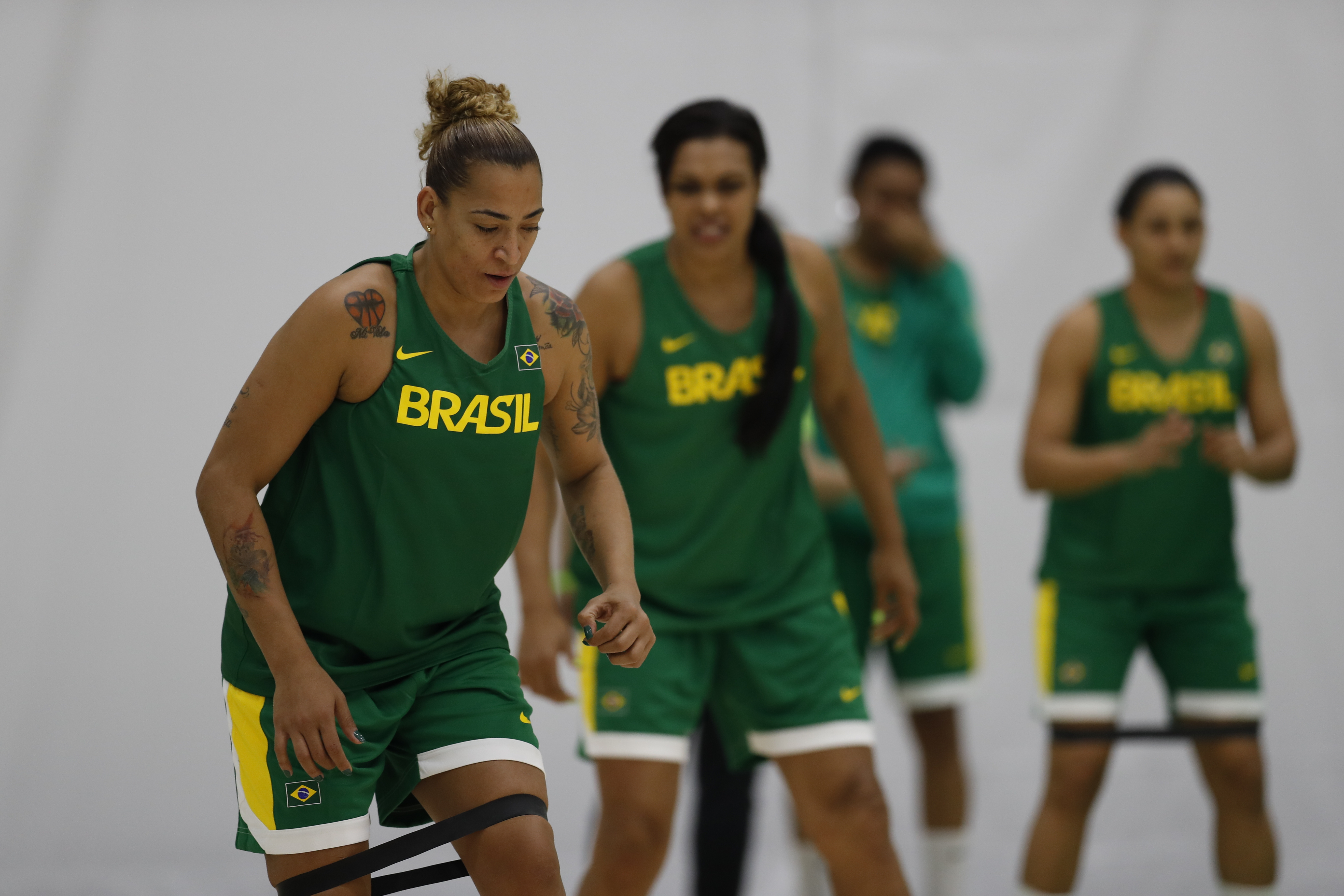
Erika w trakcie treningu, podczas igrzysk olimpijskich w Rio de Janeiro 2016.

Stan na 1 marca 2020, na podstawie, o ile nie zaznaczono inaczej.

### WNBA
- Mistrzyni WNBA (2002)
- Wicemistrzyni  WNBA (2010, 2011, 2013)
- 3-krotna uczestniczka meczu gwiazd WNBA (2009, 2013, 2014)
- Zaliczona do II składu defensywnego WNBA (2013)
- Liderka wszech czasów zespołu Atlanty Dream w:
  - zbiórkach (1034)
  - blokach (171)
  - skuteczności rzutów z gry (53,5%)

### Drużynowe
- Mistrzyni:
  - Euroligi (2011)
  - Węgier (2003)
  - Hiszpanii (2005, 2007–2010, 2011, 2017, 2018)[5][6][7][8][9]
  - Brazylii (2001, 2002, 2013)[10]
  - brazylijskiej ligi:
    - Paulista (1999)
    - Carioca (2001)
- Wicemistrzyni:
  - Euroligi (2007, 2010)
  - Hiszpanii (2004, 2006, 2012, 2019)[11]
  - Brazylii (2003, 2014, 2015)[12][13]
- Zdobywczyni:
  - Pucharu Królowej Hiszpanii (2007–2010, 2012, 2017–2019)[6][7][9][11]
  - superpucharu Hiszpanii (2005–2011, 2016–2018)[7][8][9]
- Finalistka superpucharu Hiszpanii (2003)

### Indywidualne
(* – nagrody przyznane przez portale latinbasket.com, eurobasket.com
- MVP:
  - ligi hiszpańskiej (2006, 2017*)[9]
  - ligi brazylijskiej (2013)*[10]
  - Superpucharu Hiszpanii (2009, 2017, 2018)
  - pucharu Hiszpanii (2012, 2019)[11]
- Najlepsza*:
  - środkowa ligi:
    - hiszpańskiej (2006, 2009, 2017)[6][14]
    - brazylijskiej (2013)[10]

  - zawodniczka zagraniczna ligi hiszpańskiej (2006, 2009, 2017)[6][9][14]
- Defensywna zawodniczka roku ligi:
  - hiszpańskiej (2011)*[8]
  - brazylijskiej (2013)[10]
- Zaliczona do*:
  - I składu:
    - hiszpańskiej ligi LFB (2006, 2009, 2011, 2012, 2017)[6][8][9][11][14]
    - ligi brazylijskiej (2013)[10]
    - zawodniczek:
      - zagranicznych ligi hiszpańskiej (2006, 2007, 2009, 2011, 2012, 2017)[5][6][8][9][11][14]
      - krajowych ligi brazylijskiej (2016)[15]

  - II składu ligi:
    - hiszpańskiej (2007, 2010)[5][7]
    - brazylijskiej (2015, 2016)[13][15]

  - składu honorable mention ligi brazylijskiej (2014)[12]
- Uczestniczka meczu gwiazd ligi brazylijskiej (2016)[15]
- Liderka:
  - w zbiórkach ligi:
    - hiszpańskiej (2006)
    - brazylijskiej (2013)[10]

  - blokach ligi:
    - hiszpańskiej (2010, 2012)[7][11]
    - brazylijskiej (2013, 2014, 2015)[10][12][13]

### Reprezentacja
Drużynowe
- Mistrzyni:
  - Ameryki (2001, 2003, 2011)
  - Ameryki Południowej:
    - 2005, 2006
    - U–18 (2000)
    - U–16 (1998)

  - igrzysk panamerykańskich (2019)
- Wicemistrzyni:
  - Ameryki (2005)
  - świata U–21 (2003)
- Brązowa medalistka:
  - mistrzostw Ameryki (2019)[16]
  - igrzysk panamerykańskich (2011)
  - turnieju FIBA Diamond Ball (2004)
- Uczestniczka:
  - igrzysk olimpijskich (2004 – 4. miejsce, 2012 – 9. miejsce, 2016 – 11. miejsce)
  - mistrzostw świata:
    - 2002 – 7. miejsce, 2006 – 4. miejsce, 2010 – 9. miejsce, 2014 – 11. miejsce
    - U–19 (2001 – 7. miejsce)

Indywidualne
- MVP mistrzostw Ameryki (2011)
- Zaliczona do I składu mistrzostw Ameryki (2011)
- Liderka:
  - strzelczyń igrzysk olimpijskich (2012)
  - w zbiórkach mistrzostw:
    - świata:
      - 2010
      - U–19 (2001)

    - Ameryki (2005)

  - w blokach mistrzostw Ameryki Południowej (2006)